# 山西由之
山西 由之（やまにし よしゆき、1922年（大正11年）10月1日 - 1986年（昭和61年）3月22日）は日本の実業家。TBS社長を歴任した。

## 来歴・人物
長崎県平戸市出身。東亜同文書院在学中に兵役に就き、1947年（昭和22年）九州大学法文学部を卒業後、改造社に入社。雑誌「改造」の編集に携わるが、1955年（昭和30年）の廃刊とともにTBSの前身であるラジオ東京に転じ、テレビ編成局長、テレビ本部長、取締役、常務、1975年（昭和50年）5月専務を歴任。
1977年（昭和52年）6月29日、諏訪博の後任として社長に昇格し、東京データビジョン、テレビユー福島などの設立に尽くした。1982年（昭和57年）から1984年（昭和59年）まで日本民間放送連盟会長。
1986年（昭和61年）3月22日、心不全のため63歳で死去。社長ポストは、6月に濱口浩三が就任するまで空席となった。